# Schutz und Rettung Zürich

Logo

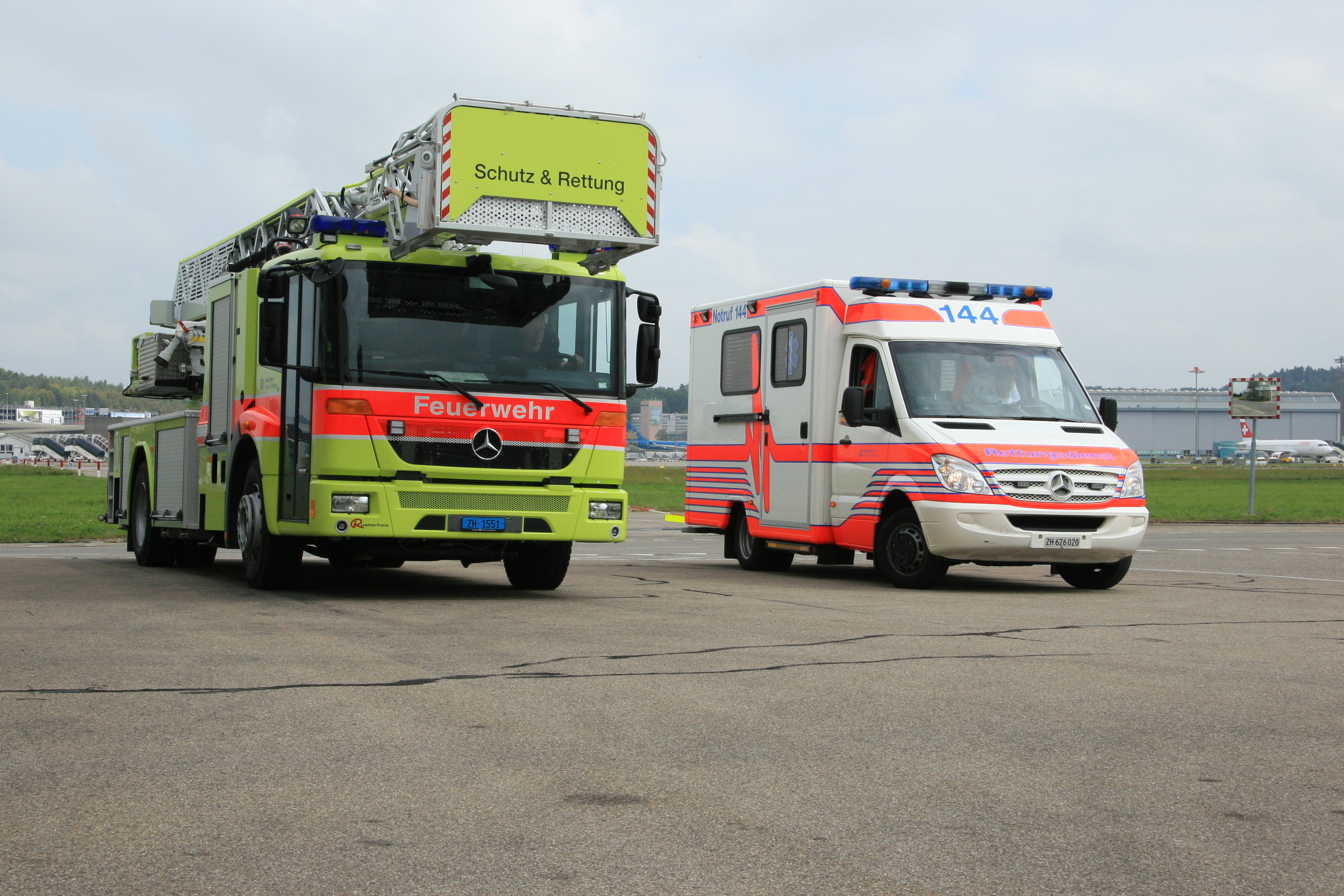
Autodrehleiter und Rettungswagen der SRZ

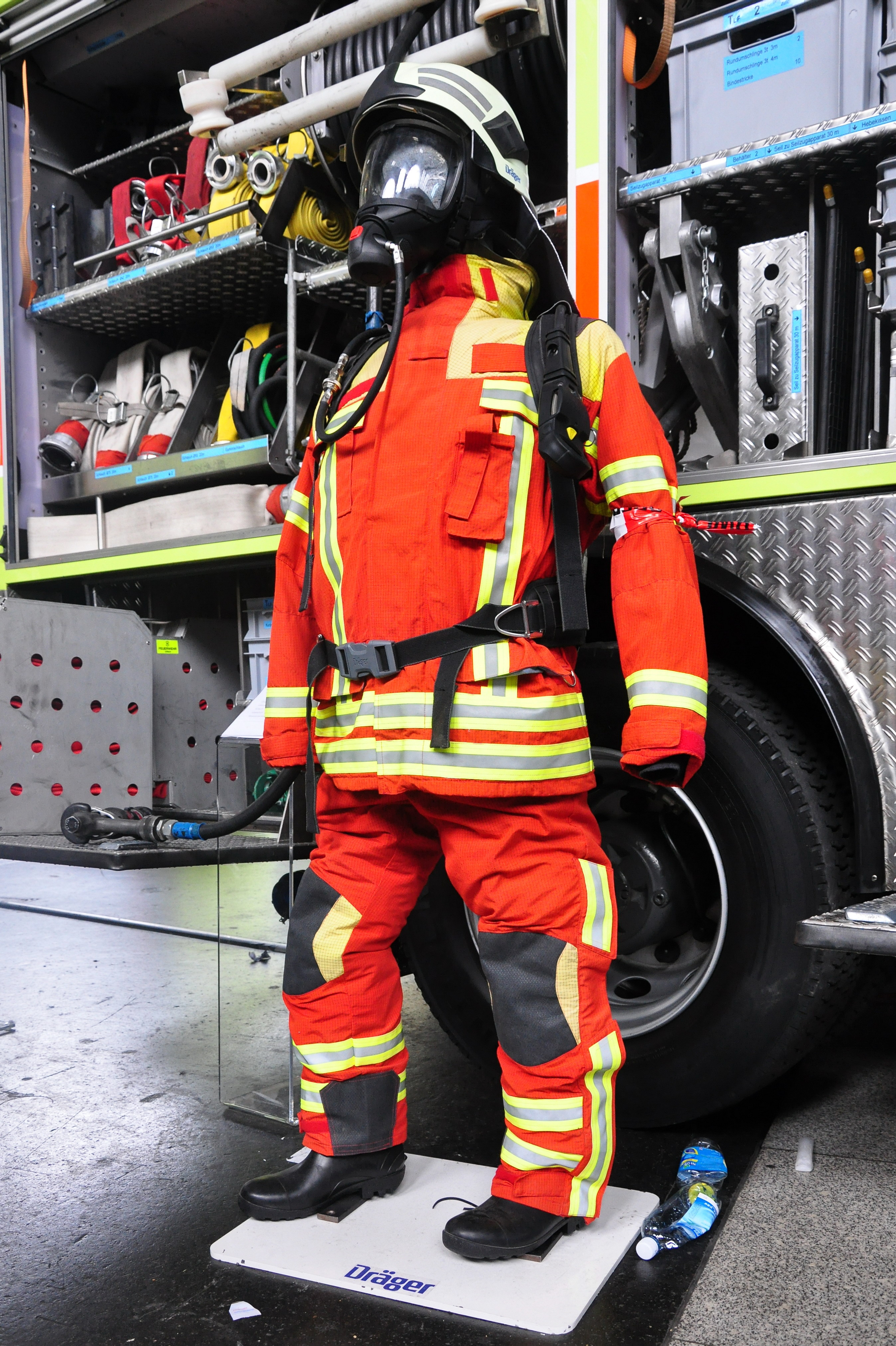
Schutzausrüstung

Schutz & Rettung Zürich (SRZ) ist eine Dienstabteilung des Sicherheitsdepartements der Stadt Zürich und ist die grösste zivile Rettungsorganisation in der Schweiz.
Schutz & Rettung Zürich vereinigt unter ihrem Dach Berufsfeuerwehr, Milizfeuerwehr, Rettungsdienst, Zivilschutz, Einsatzleitzentrale 118/144, Höhere Fachschule für Rettungsberufe und Feuerpolizei der Stadt Zürich. Seit 2008 sind auch die Rettungsdienste des Flughafens Zürich mit ihren Einsatzgebieten und Dienstleistungen in Schutz & Rettung Zürich integriert. Um die unterschiedlichen Aufgaben des «Schützen und Rettens» zu erfüllen, kümmert sich diese Dienstabteilung um die Koordination der verschiedenen Dienste im Bereich der öffentlichen Prävention, Einsatzkoordination, Intervention und Nachsorge von Notsituationen. Damit ist das Personal des gesamten Aufgabenbereich des Katastrophenschutzes und der Hilfsdienste unter dem Dach einer politischen Zuständigkeit vereinigt worden. 2015 leisteten der Rettungsdienst und die Feuerwehr von Schutz & Rettung zusammen über 40'000 Einsätze in ihren Einsatzgebieten.

## Geschichte
1893 wurde das «Sanitätskorps der Stadt Zürich» gegründet. Das aus 14 Personen bestehende und bis 1910 auf 25 Sanitäter ausgeweitete Korps hatte die Betätigungsfelder Lebensmittelkontrolle, Desinfektion, sanitarische Wohnungskontrollen und Krankentransporte und war mit acht Kranken- und Leichendroschken ausgestattet. 1920 lösten die ersten benzinbetriebenen Krankenwagen die bis dahin verwendeten elektrisch betriebenen Modelle ab. Bis 1939 war die Sanität Zürich auf 31 Sanitätsmänner angewachsen, deren größter Teil jedoch infolge des Zweiten Weltkriegs der Mobilmachung unterlag. Sie übernahm in diesem Jahr den Sanitätsdienst für die Schweizerische Landesausstellung. Bis 1965 konnte die Personalstärke auf 67 erhöht werden. Von 1971 bis 1981 betrieb die Sanität Zürich mit dem Kardiomobil das Konzept einer mobilen, kardiologisch orientierten Intensivstation, das zugunsten des Notarztsystems wieder verlassen wurde. 1994 verfügte sie über 84 ausgebildete Rettungssanitäter, 13 Rettungs- und 4 Krankenwagen.
Am 27. August 1999 beschloss der Zürcher Stadtrat eine «Kleine Verwaltungsreorganisation» (KLEVER). Innerhalb dieser Reorganisation sah ein Projekt die Bündelung aller Schutz- und Rettungsdienste vor. Zu diesem Zweck wurden der Bevölkerungsschutz, die Feuerwehr, das Kreiskommando und die Sanität innerhalb des Polizeidepartements zu einer neuen Dienstabteilung zusammengefasst.
Per 1. Oktober 2000 wurde schliesslich die Sanität ins Polizeidepartement überführt und per 1. Januar 2001 die Dienstabteilung «Schutz & Rettung» gebildet.
Feuerwehr und Sanitätsorganisation werden damit als eine öffentliche Aufgabe unter Kontrolle des zuständigen Parlaments wahrgenommen und nicht wie in einigen anderen Städten teilweise oder vollständig privatisiert. Zum 1. Januar 2008 wurden zusätzlich die Berufsfeuerwehr, die Einsatzleitzentrale und der Rettungsdienst der Flughafen Zürich AG in diese Struktur inkorporiert.
Um die vielfältigen Aufgaben und Aufträge der verschiedenen Blaulichtorganisationen innerhalb des Departements abzubilden, wurde per 1. Oktober 2016 das Polizeidepartement in Sicherheitsdepartement umgetauft.

## Organisation
Zahlenbezogen bildet die Feuerwehr Zürich das Rückgrat der Gesamtorganisation. Das gilt sowohl für die über 220 Beschäftigten der Berufsfeuerwehr als auch die Mitarbeiter der Freiwilligen Feuerwehren. Im Alltagsleben überwiegen aber Kranken- und Rettungstransporte neben den technischen Hilfeleistungen auch in Zürich, wie in allen Grossstädten, in der Gesamtzahl der angeforderten Einsätze.
Durch die Bündelung wird eine professionelle Handhabung gerade der seltener erforderlichen Aufgaben wie Katastrophenschutz oder Seuchenvorsorge durch ausgebildetes Personal gewährleistet und organisatorisch erleichtert.
Das Organigramm umfasst Feuerpolizei, Ausbildungszentrum Rohwiesen, Arbeitssicherheit und Gesundheitsschutz, Höhere Fachschule für Rettungsberufe, Einsatzkoordination, Einsatzleitzentrale, Berufsfeuerwehr, Freiwillige Feuerwehr Stadt Zürich, Rettungsdienst, Zivilschutz (Zivilschutzorganisation ZSO) und die Zivilschutzstelle (ZSSt), den Militärverantwortlichen der Stadt Zürich (vormals Sektionschef), Notfallseelsorge des Kantons Zürich und die Abteilung für die Schutzbauten.

### Rettungsdienst

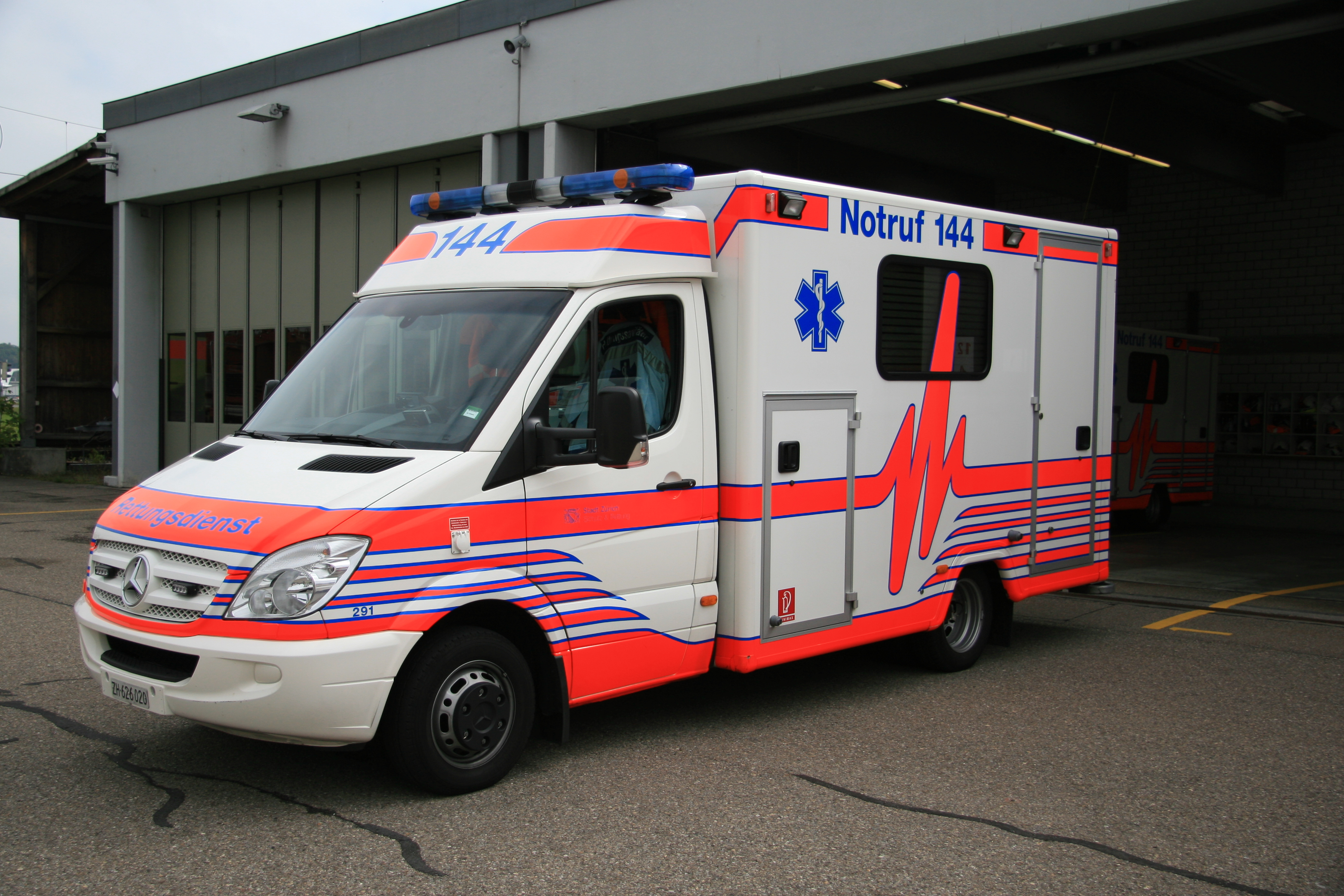
Rettungswagen (RTW)

Der Rettungsdienst der Schutz & Rettung Zürich bestritt im Jahr 2015 über 35'600 Einsätze. Das Einsatzgebiet umfasst neben der Stadt Zürich und dem Flughafen Zürich auch 17 weitere Gemeinden mit circa 520'000 Einwohnern. Der Rettungsdienst besteht aus fünf Dienstgruppen mit insgesamt über 120 dipl. Rettungssanitätern HF und weiteren Mitarbeitern. Ausgerückt wird von vier Standorten aus (Wache Zentrum, Wache Triemli, Wache Flughafen sowie den Interimsstandorten am Spital Zollikerberg und in der Neubrunnenstrasse in Zürich-Seebach). Dem Rettungsdienst Schutz & Rettung stehen über 40 Fahrzeuge, meist Rettungswagen (RTW) Mercedes Sprinter 519 CDI oder Einsatzambulanzen (EA) Mercedes Sprinter 315 CDI sowie Spezialfahrzeuge für Grossereignisse zur Verfügung.

### Berufsfeuerwehr

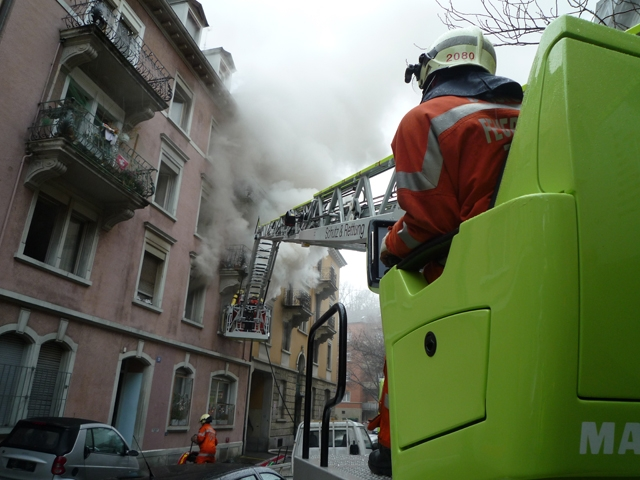
Die Berufsfeuerwehr im Einsatz

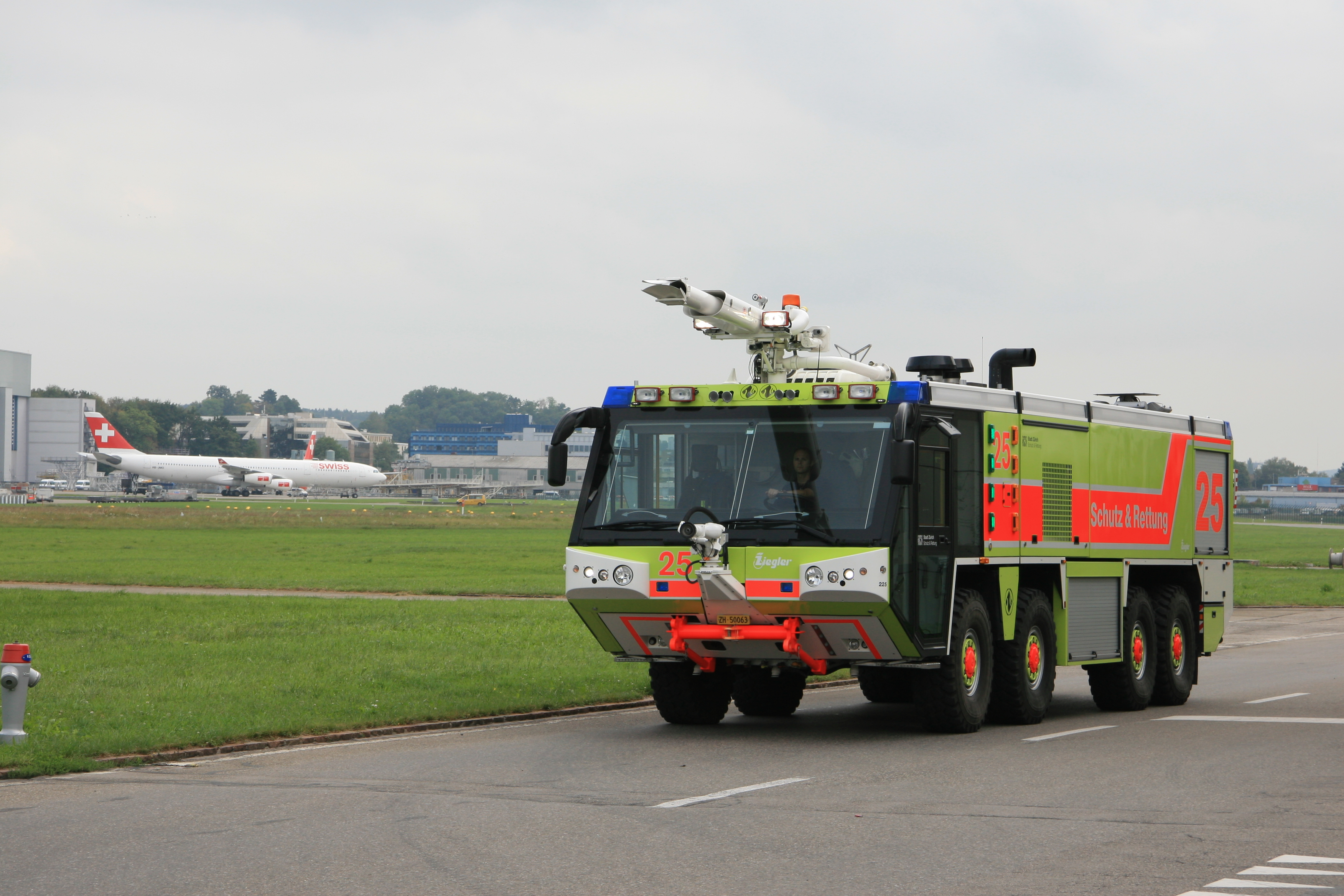
Flugfeldlöschfahrzeug (FLF) der Berufsfeuerwehr

Die kommunale Berufsfeuerwehr Zürich wurde am 1. März 1922 unter dem Namen Brandwache in der Liegenschaft Wollenhof, in der Altstadt versuchsweise eingerichtet. Die Überführung in eine ständige Institution erfolgte 1928 durch Mehrheitsbeschluss der städtischen Stimmbürger. Mit der zweiten Eingemeindung von 1934 wuchsen die Stadt und die Anforderung an die Brandwache. Die neue, für damalige Verhältnisse überdimensionierte Wache Manesse im Stadtteil Wiedikon wurde am 6. Juli 1937 bezogen. Die lange Anfahrtszeit in die Quartiere im Glatttal führte in den 1960ern zur Planung einer zweiten Wache im Norden der Stadt, während die Wache Manesse hofseitig durch weitere Garagenanbauten erweitert werden muss. 1976 wurde der Begriff Brandwache durch Berufsfeuerwehr ersetzt. Das Projekt «Wache Hirschwiesen» wurde am 20. Mai 1984 zur Abstimmung vorgelegt und von den Stimmbürgern abgelehnt – mehr als 20 Jahre Planung waren damit vergeblich. Als Behelf blieb die Milizformation «Pikett Glattal» weiter bestehen.
Das kantonale «Gesetz über die Feuerpolizei und das Feuerwehrwesen» vom 24. September 1978 regelt das Feuerwehrwesen im Kanton Zürich. Als Aufsichtsorgan für die Organisation des Brandschutzes verantwortlich ist die Gebäudeversicherung Kanton Zürich (GVZ), eine selbständige Anstalt des kantonalen-öffentlichen Rechts. Die GVZ gesteht im Einvernehmen mit den Städten Zürich und Winterthur, diesen zu, eine Berufsfeuerwehr zu unterhalten. Die dritte Berufsfeuerwehr im Kanton Zürich, amtlich als Berufsfeuerwehr Flughafen Zürich bezeichnet, ist in der «Verordnung über die Feuerwehr» vom 14. Dezember 1994 festgehalten, als professionelle Betriebswehr, die vom Flughafen Zürich unterhalten wird.
2007 verständigten sich die Stadt Zürich und der Flughafen Zürich, der seit 2000 von der gemischtwirtschaftlichen Flughafen Zürich AG betrieben wird, die Rettungsdienste am Flughafen (Berufsfeuerwehr, Sanität und Einsatzzentrale) per 1. Januar 2008 in die städtische Dienstabteilung Schutz & Rettung einzugliedern. Mit der Einbindung des Flughafenstützpunktes kann die Stadt auf den Bau eines eigenen «Stützpunktes Nord» für Berufsfeuerwehr und Sanität verzichten.
Das Pikett Glattal löste sich per 31. Dezember 2008 nach über sieben Jahrzehnten auf. Es war von der Struktur her noch einer Milizfeuerwehr zuzuordnen. Die Angehörigen dieses Piketts waren in vier Kompanien aufgeteilt. Wochenenddienste wurden so im vierwöchentlichen Rhythmus gewechselt. Als einzige aus Freiwilligen bestehende Feuerwehreinheit rückte das Pikett Glattal bis Ende 2007 vor der Berufsfeuerwehr zu Bränden aus, da das Pikett wegen der Anfahrtslänge schneller als die Berufsfeuerwehr an Brandherden im Zürcher Norden sein konnte. Mit der Zusammenlegung der beiden Berufsfeuerwehren Flughafen (Wache Nord) und Stadt Zürich (Wache Süd) konnte ab 1. Januar 2008 neu eine professionelle Einheit von der Wache Nord mit einem Löschzug zu Ereignissen ausrücken.

#### Brand im Zunfthaus zur Zimmerleuten

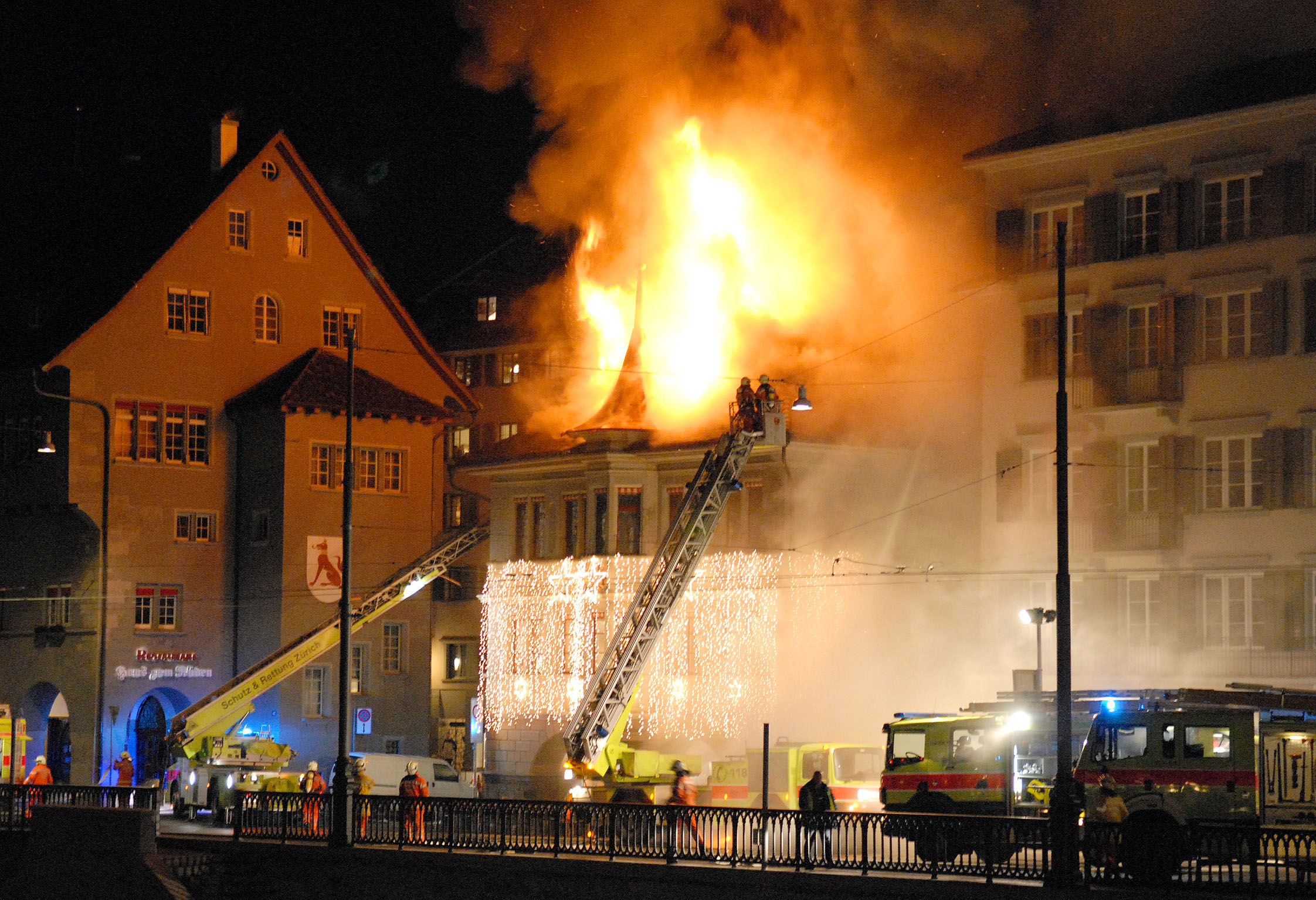
Brand im Zunfthaus zur Zimmerleuten

Am 14. November 2007 gegen 23:30 Uhr brach im Zunfthaus zur Zimmerleuten am Limmatquai ein Brand aus. Während der Löscharbeiten brach das brennende Dachgeschoss ein und dabei kam – erstmals in der Geschichte der Berufsfeuerwehr – ein Feuerwehrmann ums Leben. Sieben weitere wurden zum Teil schwer verletzt.

### Milizfeuerwehr
Strukturierung der Einheiten ab 1. Januar 2016
Brandabteilungen:
- Kompanie Zürich West: Quartiere Albisrieden, Altstetten, Höngg, Gemeinde Uitikon, Wipkingen
- Kompanie Zürich Nord: Quartiere Affoltern, Oerlikon, Schwamendingen, Seebach
- Kompanie Zürich Süd: Quartiere Altstadt, Enge, Leimbach, Wiedikon, Wollishofen
- Kompanie Zürich Ost: Quartiere Fluntern, Oberstrass, Unterstrass, Hirslanden, Hottingen, Witikon

Sonderabteilung:
- Sanitätskompanie

### Regionaler Stützpunkt Zürich
Das Organisationskonzept «Feuerwehr 2000» der Gebäudeversicherung Kanton Zürich (GVZ) legt kantonsweit zwölf regionale Stützpunkte und drei kantonale Stützpunkte für die Schadenabwehr bei Grossereignissen fest. Der regionale Stützpunkt Zürich umfasst die Stadt Zürich und weitere Gemeinden am westlichen Seeende und wird vom städtischen Feuerwehrkommandanten geleitet.

### Einsatzleitzentrale (Notruf 144/118)

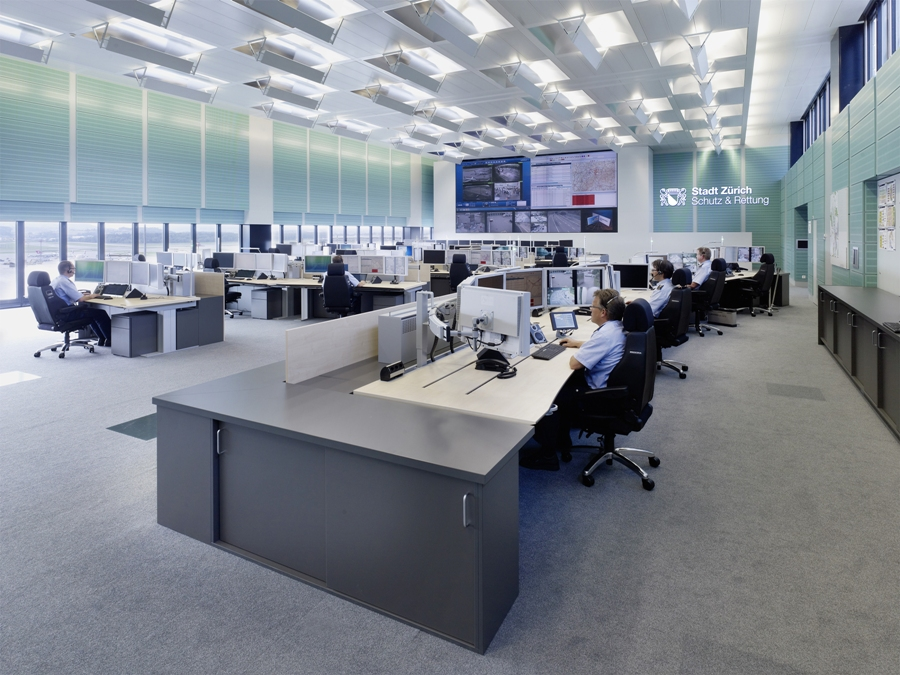
In der Einsatzleitzentrale von Schutz & Rettung Zürich werden die Notrufe 144 (Rettungsdienst) und 118 (Feuerwehr) von mehreren Kantonen entgegengenommen und die Einsatzfahrzeuge disponiert

Die Einsatzleitzentrale von Schutz & Rettung Zürich ist seit November 2012 am Standort Flughafen Zürich angesiedelt. Sie nimmt den Feuerwehrnotruf 118 für den Kanton Zürich und den Rettungsdienstnotruf 144 für die Kantone Zürich, Schwyz, Schaffhausen und Zug entgegen. Die Einsatzleitzentrale sorgt dafür, dass die richtigen Mittel zur richtigen Zeit an den Einsatzort gelangen. Während des Einsatzes unterstützt sie den Einsatzleiter vor Ort und koordiniert die Einsatzmittel von Feuerwehr und Rettungsdienst. Im Jahr 2015 wurden über 145'000 Notrufe entgegengenommen und verarbeitet.